# رودولف وایگل
رودولف استفان یان وایگل (۲ سپتامبر ۱۸۸۳–۱۱ اوت ۱۹۵۷) زیست‌شناس ، پزشک و مخترع لهستانی بود که به خاطر ایجاد اولین واکسن مؤثر علیه تیفوس معروف بود. او همه ساله بین سالهای ۱۹۳۰ تا ۱۹۳۹ نامزد دریافت جایزه نوبل پزشکی شد.
ویگل در طول هولوکاست با ایجاد واکسن تیفوس و ارائه سرپناهی برای محافظت از کسانی که در زمان نازی‌ها در لهستان اشغالی رنج می‌بردند، جان یهودیان بیشماری را نجات داد. به خاطر مشارکتهایش، او در سال ۲۰۰۳ به عنوان یک درستکار در میان ملل معرفی شد.